# ルーム・オン・ファイア
『ルーム・オン・ファイア』（Room on Fire）は、アメリカのロックバンド、ザ・ストロークスのセカンドアルバム。当初ナイジェル・ゴッドリッチをプロデューサーに迎えてアルバムを制作していたが、意見が合わず頓挫。結局ファーストアルバムをプロデュースしたゴードン・ラファエルがプロデュースすることとなった。

## 収録曲
全ての作詞・作曲は ジュリアン・カサブランカスによるものである。
1. "What Ever Happened?" – 2:54
2. "Reptilia" – 3:41
3. "Automatic Stop" (Casablancas and Albert Hammond Jr.) - 3:26
4. "12:51" – 2:33
5. "You Talk Way Too Much" – 3:04
6. "Between Love & Hate" – 3:15
7. "Meet Me in the Bathroom" – 2:57
8. "Under Control" – 3:06
9. "The Way It Is" – 2:22
10. "The End Has No End" – 3:07
11. "I Can't Win" – 2:34

## シングルカット
| Information |
| --- |
| "12:51" - Released: October 6, 2003 - Chart positions: #7 (UK Singles Chart) #15 (US Modern Rock)                            |
| "レプティリア" - Released: February 9, 2004 - Chart positions: #17 (UK Singles Chart) #19 (US Modern Rock)                   |
| "ジ・エンド・ハズ・ノー・エンド" - Released: November 1, 2004 - Chart positions: #27 (UK Singles Chart) #35 (US Modern Rock) |

## クレジット
バンド
- ジュリアン・カサブランカス - ボーカル
- アルバート・ハモンドJr. - ギター
- ニック・ヴァレンシ - ギター
- ニコライ・フレイチュア - エレクトリックベース
- ファブリツィオ・モレッティ - ドラムス

アディショナル・ミュージシャン
- リチャード・マーティン - ドラムス

プロダクション
- ゴードン・ラファエル - プロデューサー
- ザ・ストロークス - アレンジ
- ウィリアム・ケリー - エンジニアリング
- 吉岡俊一 - エンジニアリング
- グレッグ・カルビ - マスタリング
- スティーヴ・ファローン - マスタリング

デザイン
- ピーター・フィリップス（英語版） - カバーアート
- コリン・レイン - 写真
- ブレット・キルロー - アートディレクター